# Alphabetum Kaldeorum

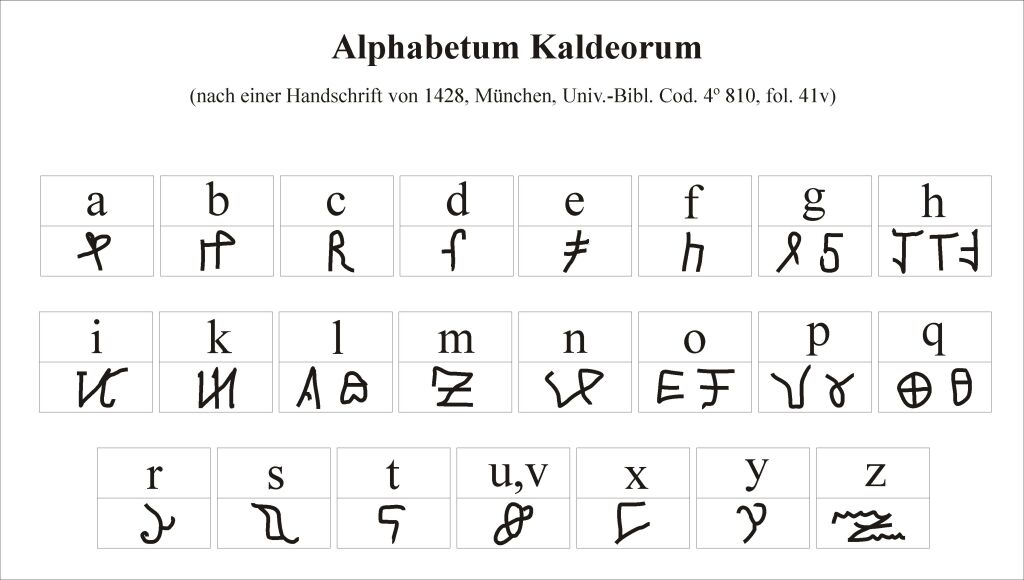
Alphabetum Kaldeorum

Alphabetum Kaldeorum є одним з найвідоміших шифрів Середньовіччя. Його назва походить від назви халдеїв, яких вважали такими, що мають таємничі й чарівні знання.
Повну версію шифру можна знайти разом з іншими нелатинськими абетками в рукописах, датованих 1428 роком, що зберігаються зараз у бібліотеці Мюнхенського університету. Однак, реальний час його виникнення вважається більш раннім, що практично демонструють знайдені приклади.
Первинно Alphabetum Kaldeorum передбачалось використовувати для шифрування дипломатичного листування. За його допомогою шифрувався латинський текст. Для зашифрування тексту, що повторюється, існувало декілька варіантів шифру, що використовувались навмання. Це не давало змоги дешифрування тексту за допомогою класичного аналізу частоти. Крім того до тексту могли додаватись так звані "Nulla", випадковий набір символів, що також робив аналіз частоти неможливим.
Можливим автором Alphabetum Kaldeorum вважають герцога Австрії Рудольф IV (1339–1365).
Навіть на могильному камені усипальниці Рудольфа в соборі Святого Стефана у Відні є напис, зроблений за допомогою Alphabetum Kaldeorum, що називає ім’я й титули герцога.